# Lobzy (Plzeň)
Lobzy je část statutárního města Plzeň, nachází se na východě města ve dvou městských obvodech Plzeň 2-Slovany a Plzeň 4. V roce 2009 zde bylo evidováno 1 183 adres. V roce 2001 zde trvale žilo 11 259 obyvatel.
Lobzy jsou také katastrálním územím o výměře 2,08 km², Lobzy jako část města se navíc rozkládá na částech katastrálních území Božkov, Doubravka, Plzeň a Plzeň 4.

## Historie
Ves sice pravděpodobně existovala o celá staletí dříve, ale první zmínky v literatuře se datují do roku 1379. Původně se dělila na šest dvorů, které se rozrostly na deset. V roce 1543 náleželo devět z nich městu Plzni, jeden byl svobodný a těšil se různým výhodám.
Ještě v roce 1845 žilo v Lobzích jen 120 obyvatel, ale situace se změnila koncem 19. století, kdy na území Lobez vyrostly zástavby s patriotskými jmény Petřín, Vyšehrad, Letná a Malá Strana. V roce 1924, kdy byly Lobzy připojeny k Plzni, měly již 5 500 obyvatel. Kyzové břidlice se zde těžily mezi roky 1842 a 1895. Důl sv. Anna se nacházel na levém břehu řeky ve stráni pod dnešní železniční tratí. Důl provozoval František Glaser a po něm jeho potomci. Štoly byly v roce 1992 znepřístupněny. Regulace řeky Úslavy v letech 1910 a 1911 zásadně změnila krajinu a vzdálila ves od vodního toku a vodních ploch.
Jádro vsi v klasicistním stylu bylo roku 1995 vyhlášeno za vesnickou památkovou zónu.

## Odkazy

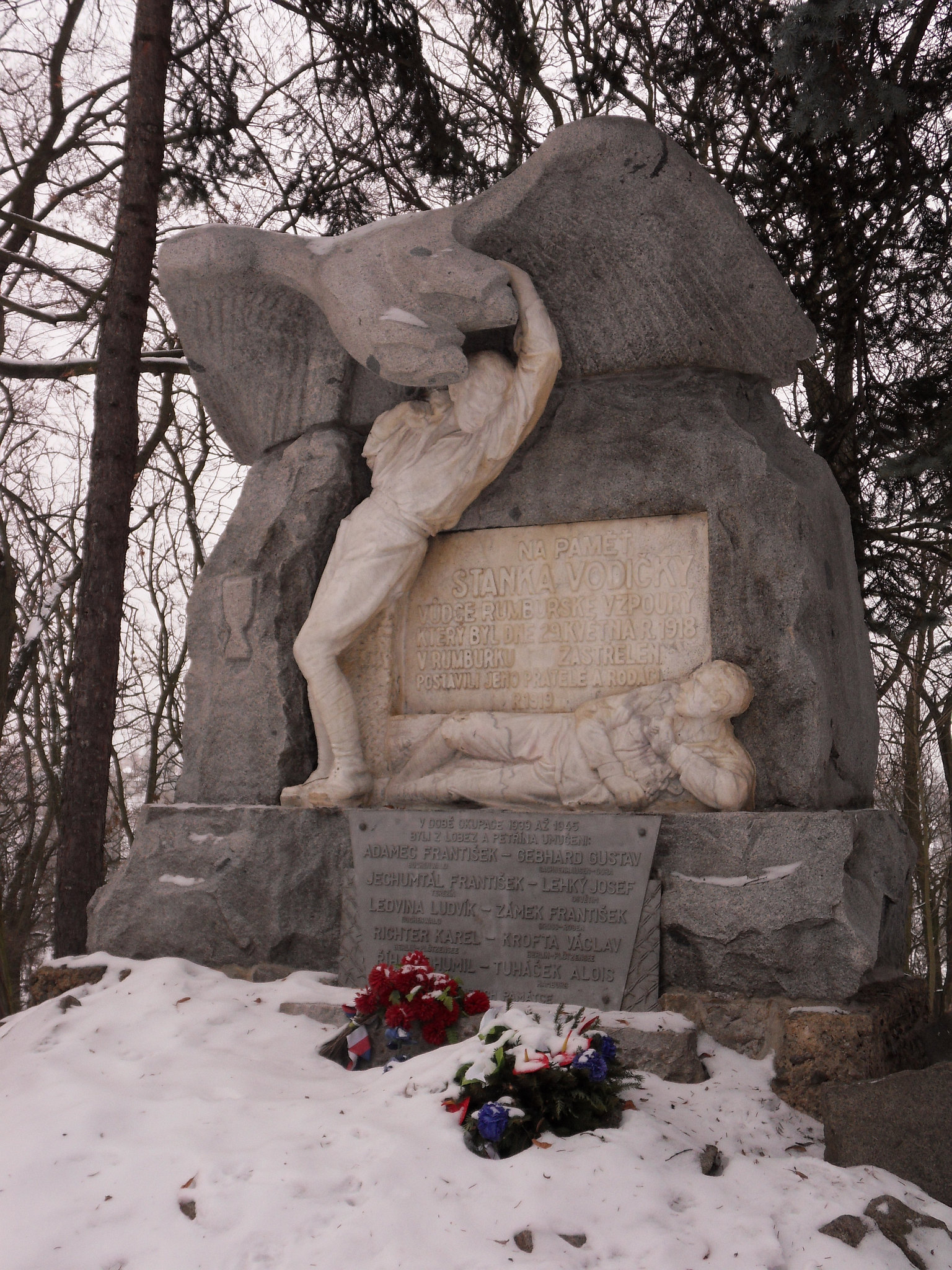
Památník Stanka Vodičky, lobezského rodáka, popraveného za účast v Rumburské vzpouře